# Бахтурина, Александра Юрьевна
Алекса́ндра Ю́рьевна Бахту́рина (род. 13 января 1966) — российский историк, профессор Историко-архивного института РГГУ, доктор исторических наук (2006). Исследует историю государственного управления в России начала XX века.

## Биография
Председатель Совета молодых учёных и преподавателей гуманитарных наук в вузах России, член Ассоциации историков Первой мировой войны. 7 апреля 2006 года защитила докторскую диссертацию «Государственное управление западными окраинами Российской империи (1905 — февраль 1917 г.)» (официальные оппоненты В. П. Булдаков, А. Д. Степанский, В. В. Шелохаев). Автор более 50 работ.

## Основные работы
- Россия начала XIX века: поиск идеала государственной деятельности // Россия в европейском цивилизационном процессе. — СПб., 1994. — С. 139—143.
- Государственное управление окраинами Российской империи в годы первой мировой войны // 1917 год в судьбах России и мира: Февральская революция: от новых источников к новому осмыслению. — М.: ИРИ РАН, 1997. — С. 59-78.
- Политика Российской империи в Восточной Галиции в годы Первой Мировой войны. — М.: АИРО-ХХ, 2000. — 262 с. — ISBN 5-88735-064-4. Архивировано 15 марта 2013 года.
- «Украинский вопрос» в Российской империи в начале XX в.
- Окраины Российской империи: государственное управление и национальная политика в годы Первой мировой войны (1914—1917 гг.) / Бахтурина Александра Юрьевна. — М. : РОССПЭН, 2004. — 388 с.
- Воссоединение униатов с православием: политика российских властей в Восточной Галиции осенью 1914 г // Новый исторический вестник. — РГГУ, 2011. — № 27(1).
- «Лучше пусть немцы разорятся, чем будут шпионить»: немцы-колонисты и российское общество в годы «германской» войны Архивная копия от 26 апреля 2016 на Wayback Machine // Новый исторический вестник. 2013. № 35.